# 白朗寧自動步槍
白朗寧自動步槍（英語：Browning Automatic Rifle，簡稱：BAR），是美军在20世纪上半叶使用的一种自动步枪。在第一次世界大戰期間，美國軍隊參戰後發現，在歐洲大陸環境惡劣的塹壕戰中，他們缺乏密集的火力。為此在1917年，著名武器設計師約翰·白朗寧設計了一種可選射的自動步槍。由於性能優秀，該槍很快就被軍方選中，並迅速投產，美軍對其正式命名編號為M1918。白朗寧自動步槍雖為自動步槍，但卻往往被作為輕機槍使用。

## 設計
白朗寧自動步槍採用長行程導氣活塞原理，開放式槍栓方式運作，該槍發射.30-06春田步槍彈，由20發可拆式彈匣供彈。其槍管膛口裝有圓柱形消焰器。機匣以一整塊鋼加工而成，外觀上顯得粗壯結實，拉機柄位於機匣左側。美國軍隊評價它在任何情況下都很少發生故障。雖然原來是設計為單兵自動步槍，可由單兵攜行以作行軍射擊，提供火力支援。然而由於它的重量太高（全重7.5公斤）不方便攜行，而且發射大威力步槍子彈的後座力使全自動射擊時難於控制精度。
在二戰期間，白朗寧自動步槍主要作為輕機槍以兩腳架部署在特定據點使用，也可由單兵短時間手攜射擊。雖然有著射程遠，火力強大和可靠性高等優點，其20發彈匣容量仍然是太少，加上射速不高，故不利作持久火力壓制。

## 歷史

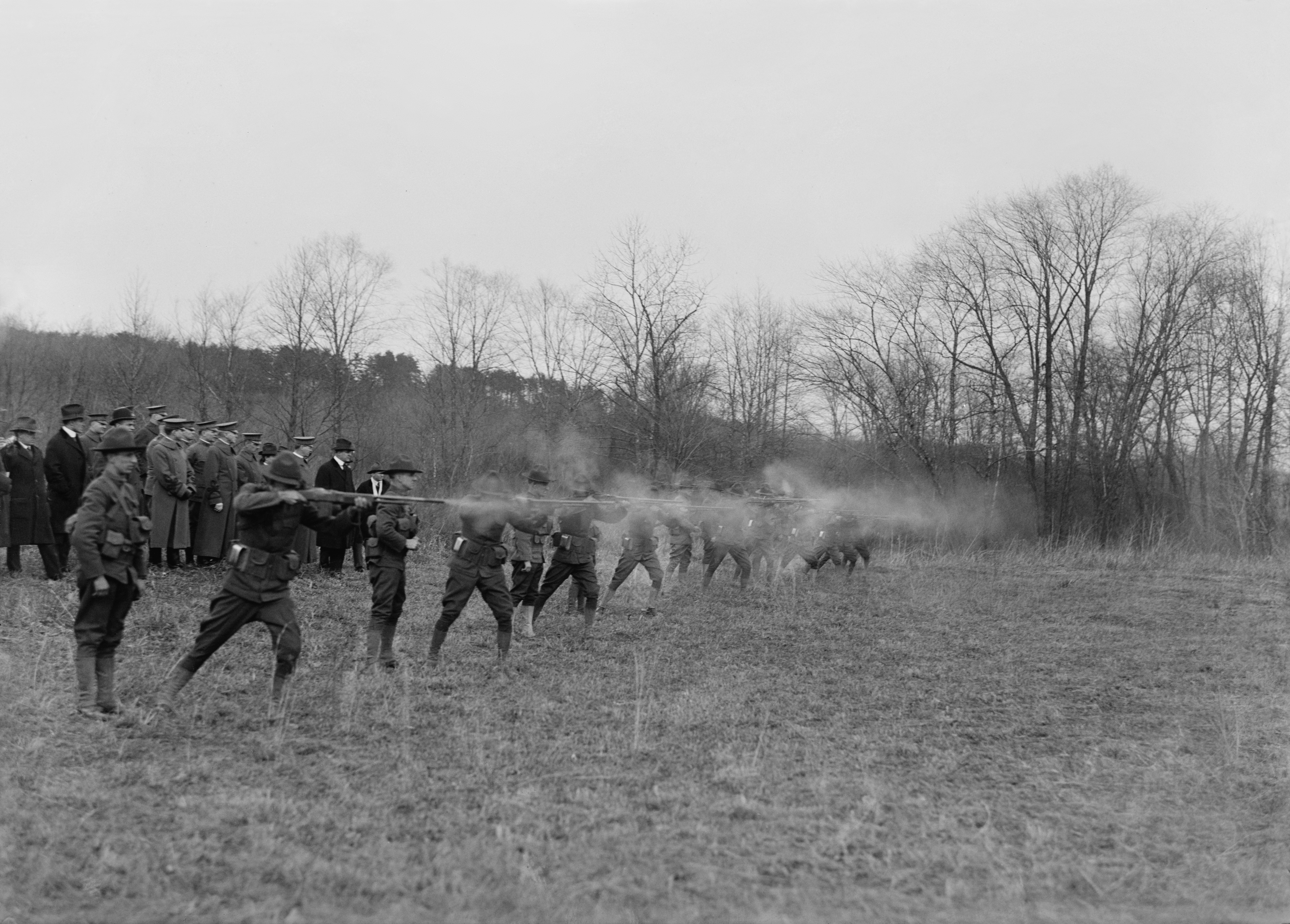
美軍士兵試射白朗寧自動步槍

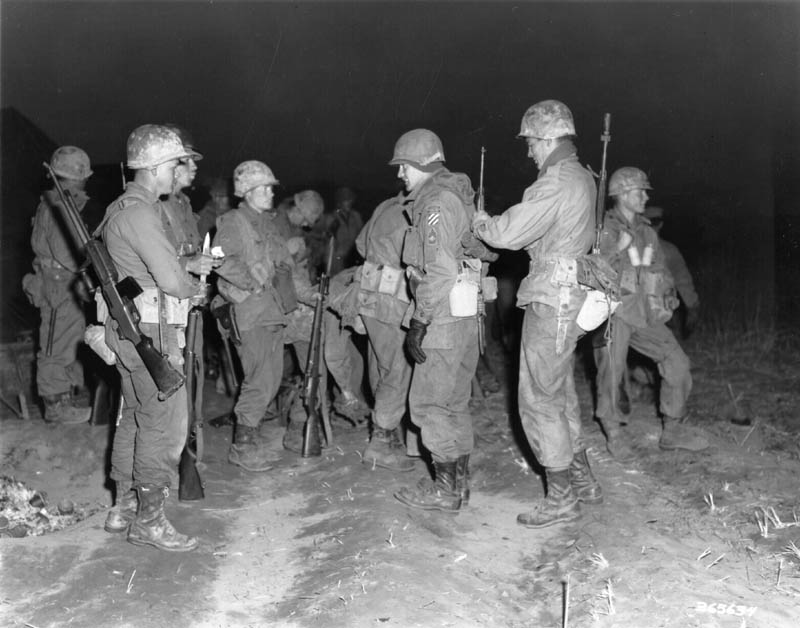
朝鲜战争時期的白朗寧自動步槍

因研製太晚，在第一次世界大戰結束時只有少量白朗寧自動步槍投入服役，但它仍以其高可靠性受到前線士兵的歡迎。至1919年末美國共生產了10萬挺BAR。部份士兵甚至認為若軍方早些採用BAR以取代可靠性欠佳的紹沙輕機槍，便可以拯救許多生命。白朗寧自動步槍於20世紀30年代在歐洲部份國家授權生產及改良，其作為輕機槍時的角色受到一些國家的歡迎。第二次世界大戰期間，美國軍隊的步兵班就以每排3挺的規模大量採用BAR為班用自動步槍，以構建火力壓制點，使得步兵班的火力大為提高，步兵對這種自動步槍十分信任。戰爭期間一共有超過20萬挺白朗寧自動步槍交付美軍使用。
白朗寧自動步槍是美國軍隊在第二次世界大戰和朝鲜战争中的步兵裝備的主要武器之一，在越南战争初期仍有限地裝備，它被用作執行輕機槍的火力壓制任務。然而20發彈匣容量限制了火力持續性，一方面持續射擊會燒灼槍管，且槍管無法快速更換，這些因素妨礙它扮演真正輕機槍的角色。另外一方面，越南共和國軍和越南南方民族解放陣線亦有使用BAR，儘管在實戰之中發現白朗寧自動步槍對於亞洲人的體格來說過於笨重，在春節攻勢仍然可以看到越南共和國軍使用白朗寧自動步槍。
白朗寧自動步槍在朝鲜战争期間恢復生產，共生產了6萬挺。1950年代末，發射7.62×51毫米步槍子彈的M14自动步枪與M60通用機槍列裝美國軍隊後，白朗寧自動步槍隨即從大部份前線部隊撤裝。

## 型號

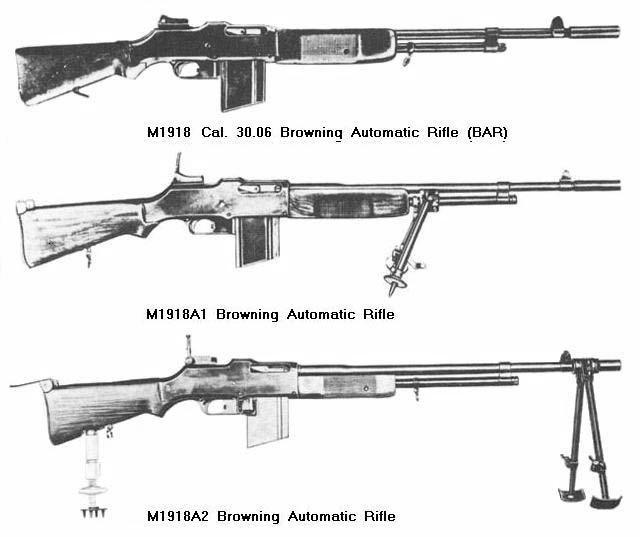
BAR的主要型號

### M1918

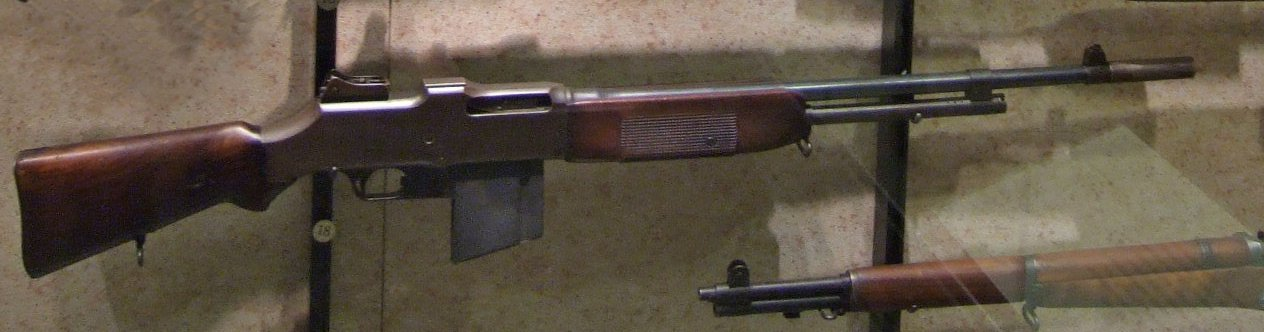
M1918

最初生產的版本。

### M1918A1
1937年推出，裝上兩腳架，命名為M1918A1。

### M1918A2

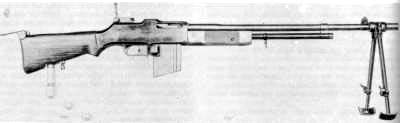
M1918A2

全槍重量增加到9.2公斤（裝彈後），被命名為M1918A2。1940年後投產。
- 取消半自動射擊方式，全自動射擊時射速兩檔可調（慢：300—450發／分鐘、快：500—650發／分鐘）
- 可拆式兩腳架。
- 二戰後的版本改用塑膠槍托。

### M1922
- 輕機槍版本
- 改進的兩腳架
- 重槍管及加裝散熱隔板

### 白朗寧wz. 1928

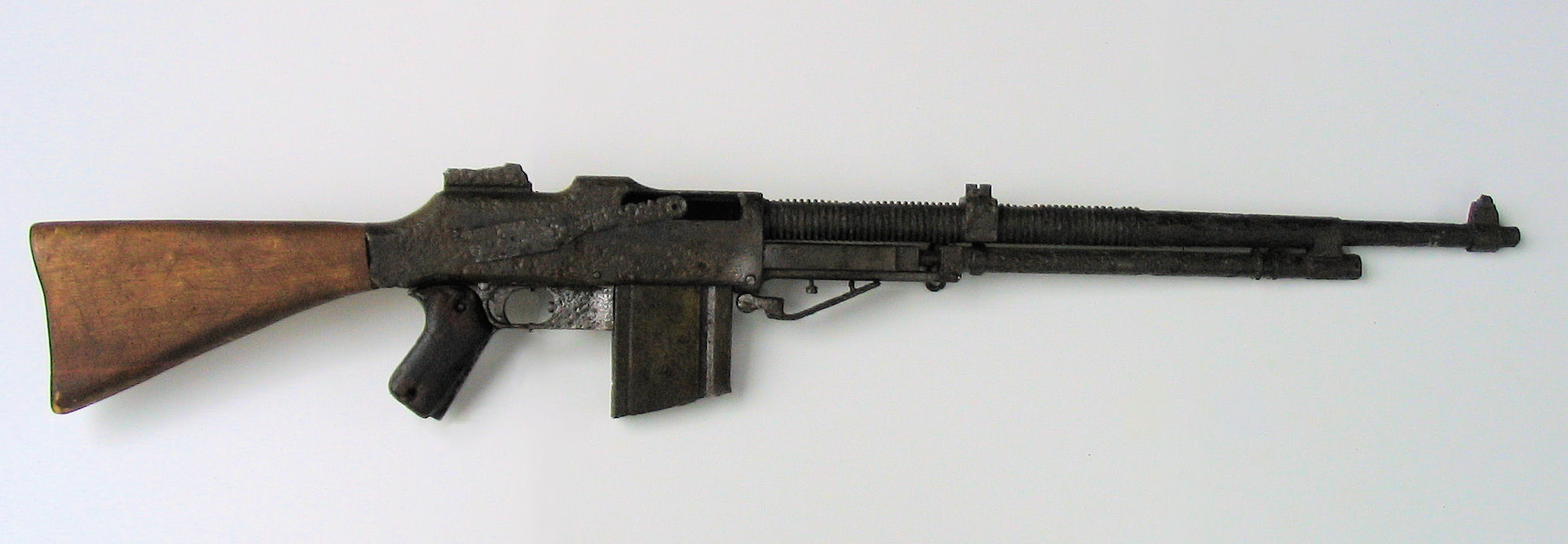
白朗寧wz. 1928

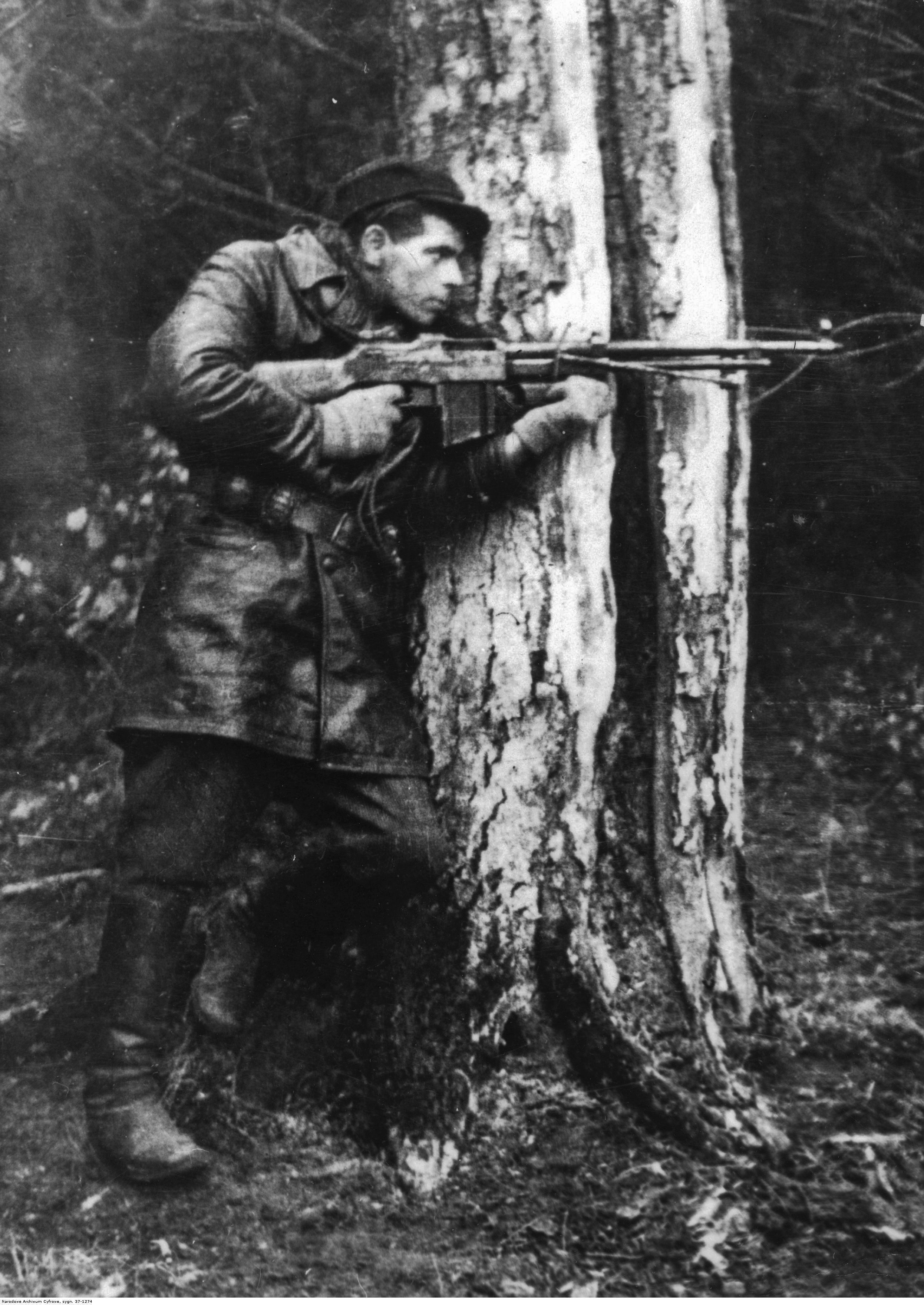
波蘭遊擊隊使用wz. 1928

波蘭在1920年代末開始特許生產的白朗寧自動步槍。
- 由比利時Fabrique Nationale在1939年後生產的M1918 BAR改良版本，主要出口到波蘭，並在波蘭本土特許生產，芬蘭亦有採用[1]。
- 改用7.92×57毫米子彈（8毫米毛瑟彈）。
- 加裝手槍握把

### FN M1930

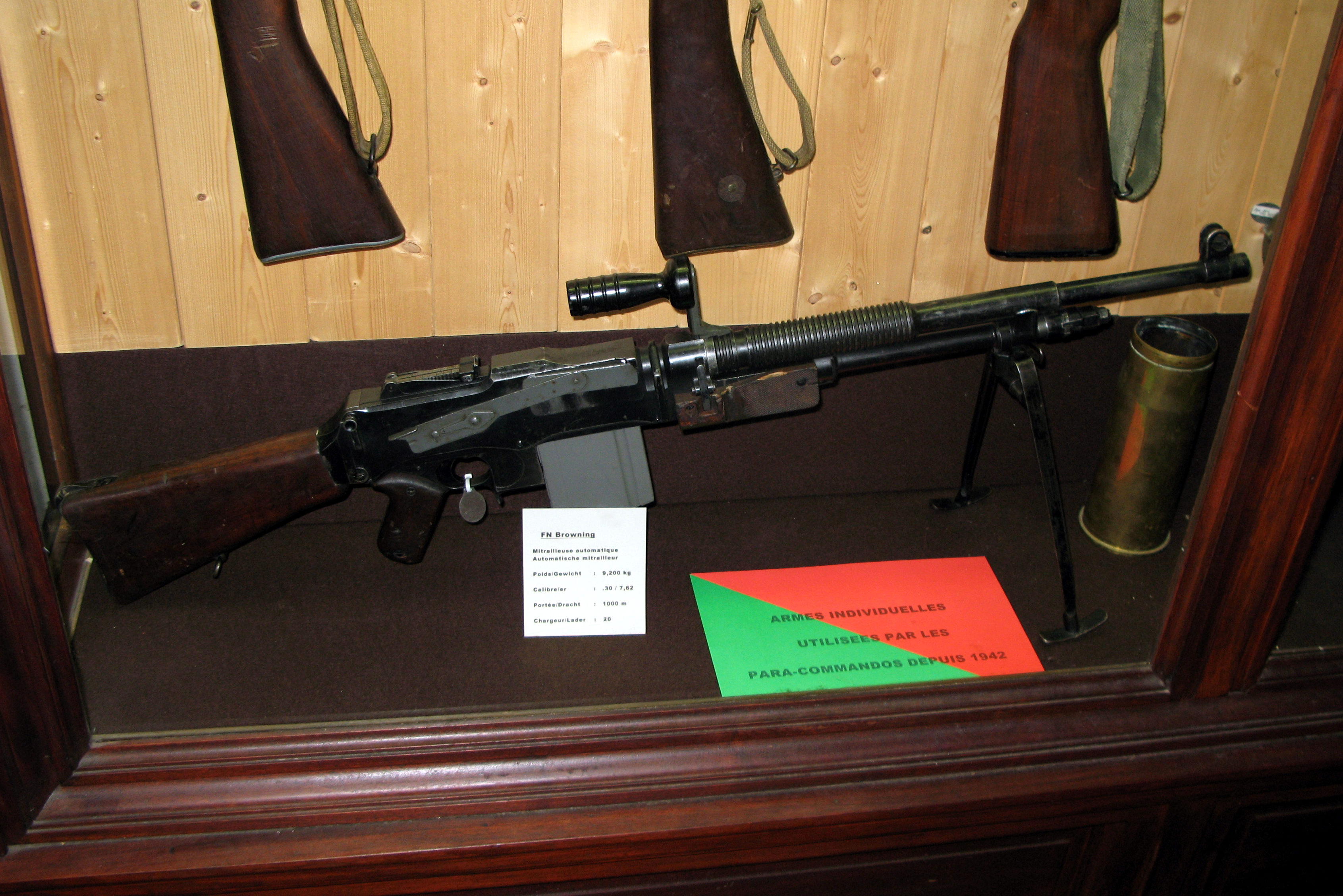
FN M1930

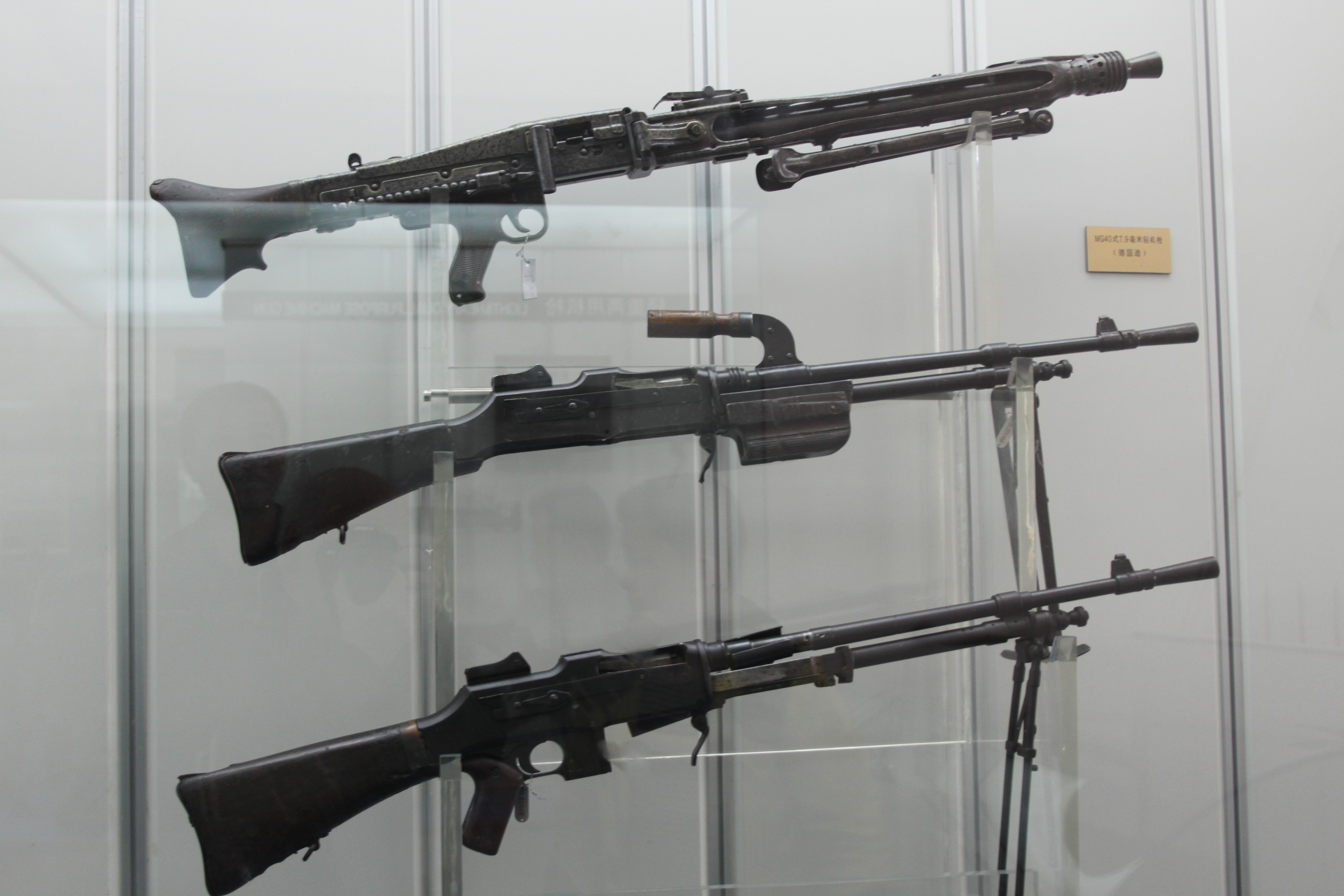
現藏於北京中國人民革命軍事博物館的德製MG 42通用機槍（上）、法製FM-24/29輕機槍（中）及比利時製FN M1930輕機槍（下）

- 由Fabrique Nationale生產並裝備比利時國防軍，改用7.92×57毫米毛瑟子彈（8毫米毛瑟彈），又稱為FN BAR Type D。
- 裝上手槍式握把
- 第二次中日戰爭期間由中華民國國民革命軍使用

### Kulsprutegevär m/21及m/37

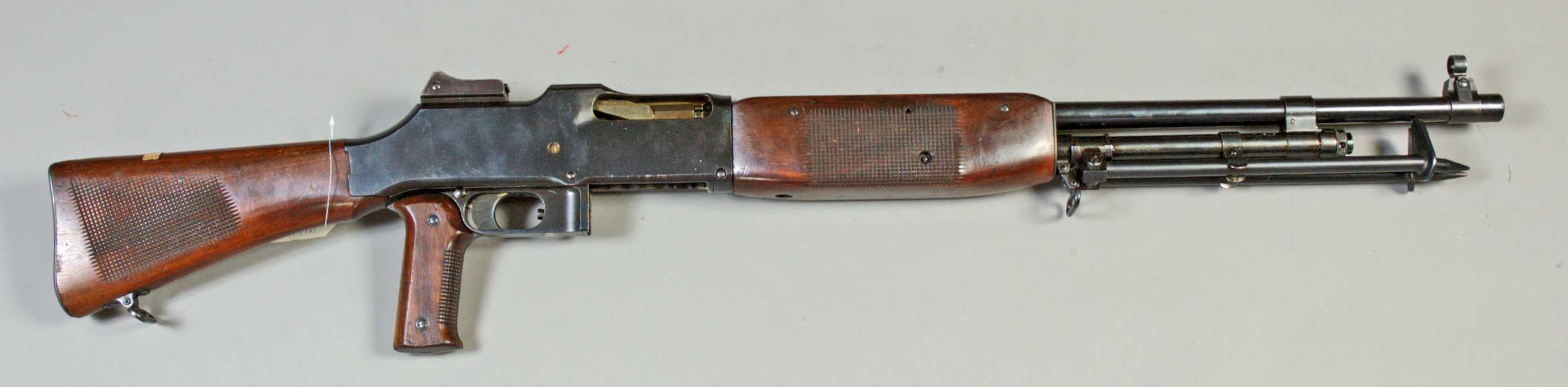
M1921

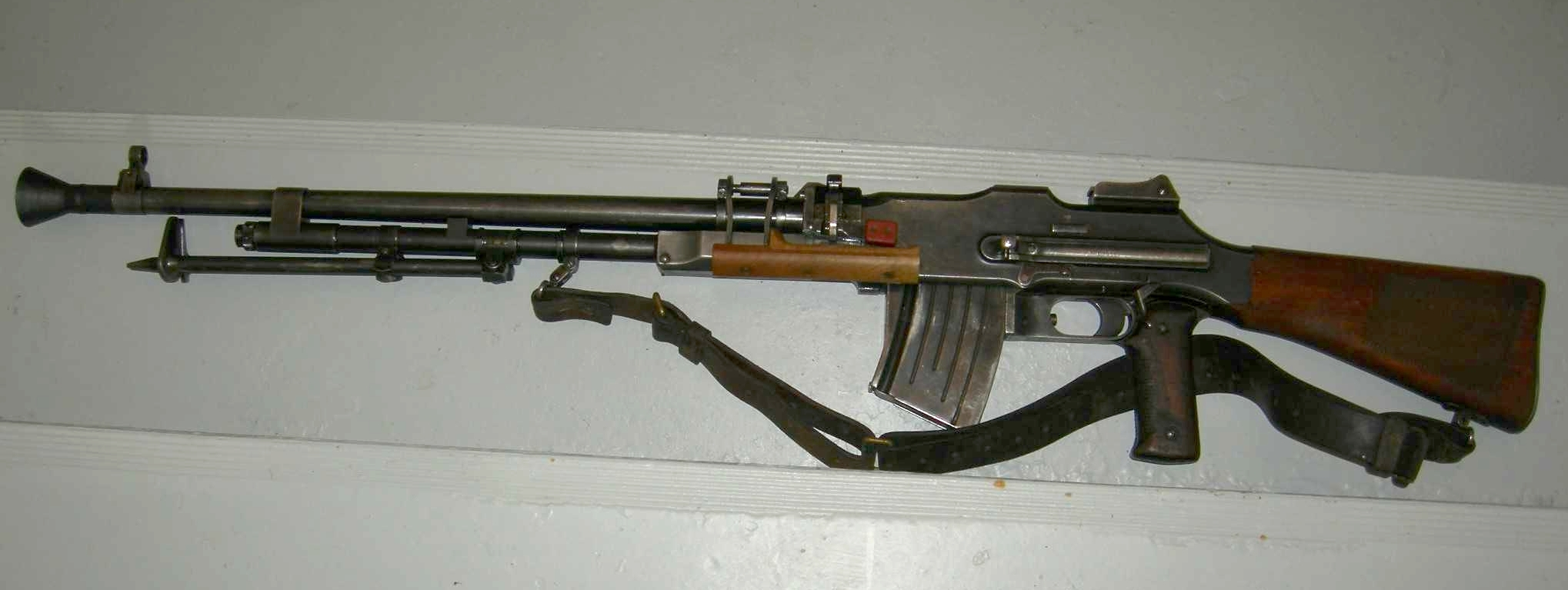
M1937

- 瑞典的M1918 BAR改良型，改用6.5×55毫米子彈（瑞典毛瑟彈）。
- 手槍式握把及尖頭兩腳架；m/37裝上可快速更換的槍管。
- 最初由柯爾特生產，其後改為在瑞典埃斯基尔斯蒂纳的卡爾·古斯塔夫國營步槍廠特許生產。

### .303 British BAR
英國裝備的BAR，口徑改為.303不列顛，實際數量不明。

### HCAR
重型戰鬥突擊步槍是美國俄亥俄軍械廠生產的M1918 BAR的現代化改進型。

## 使用國
- 阿根廷
- 奥地利

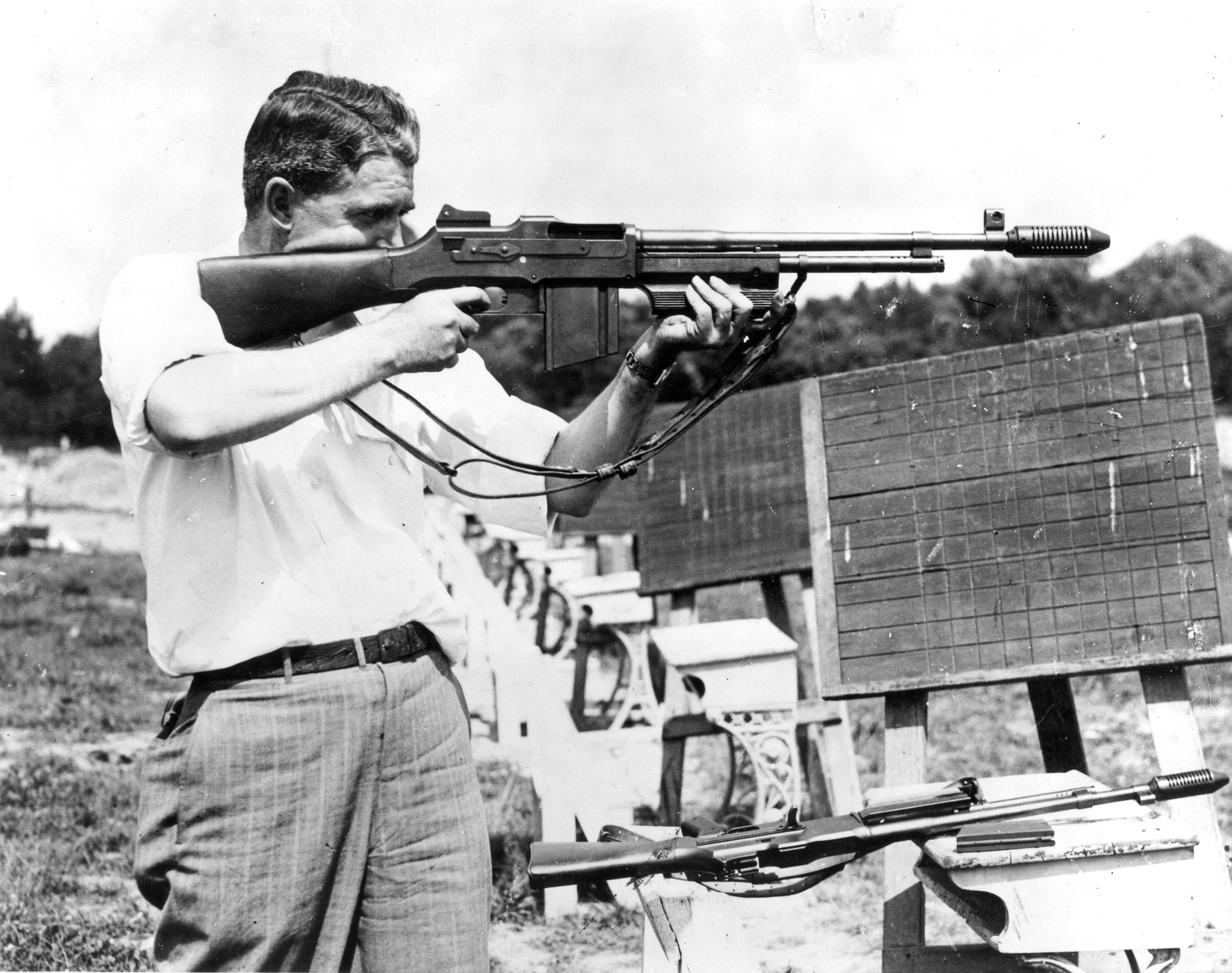
美國聯邦調查局探員以白朗寧自動步槍作射擊訓練

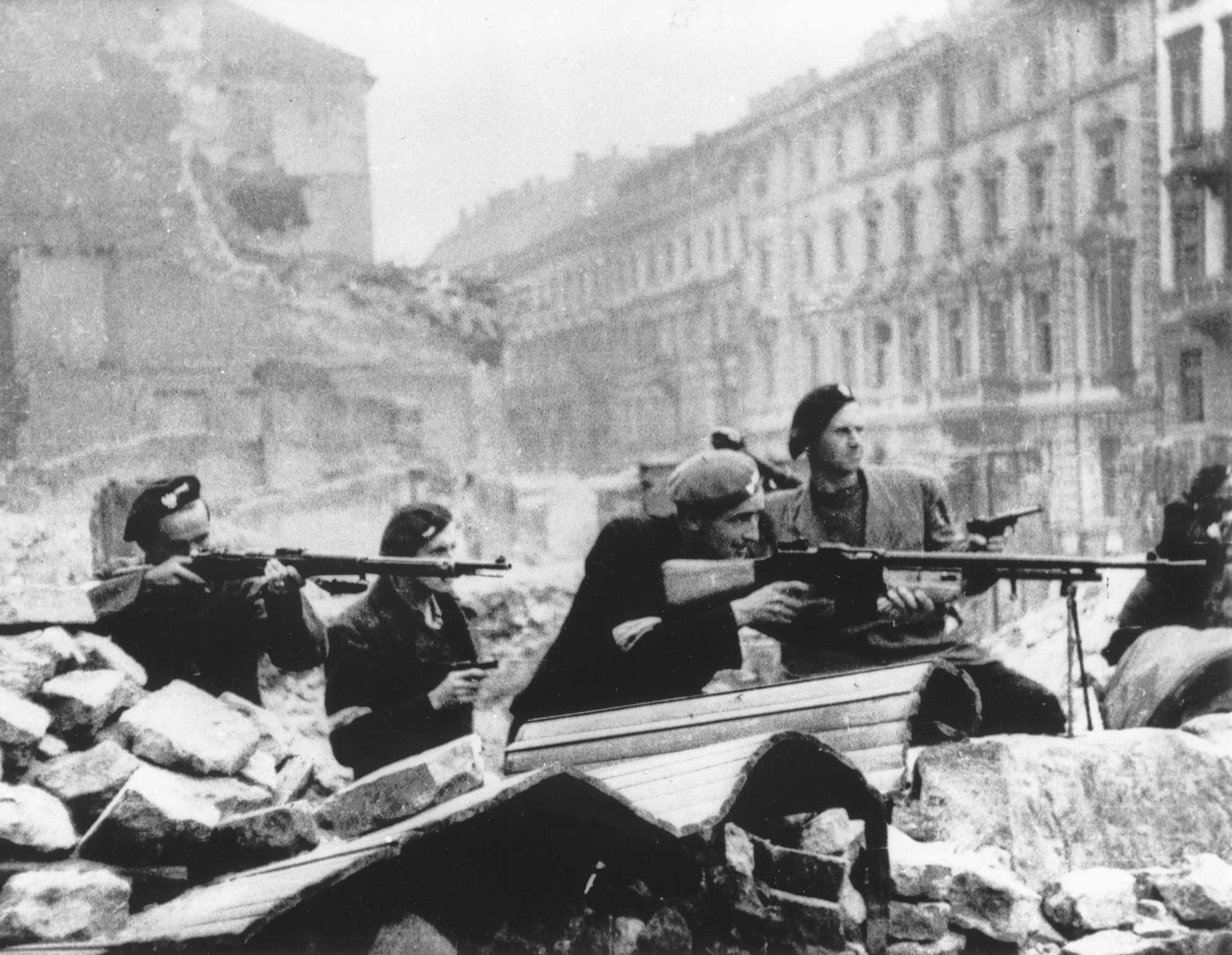
華沙起義期間的波蘭抵抗軍

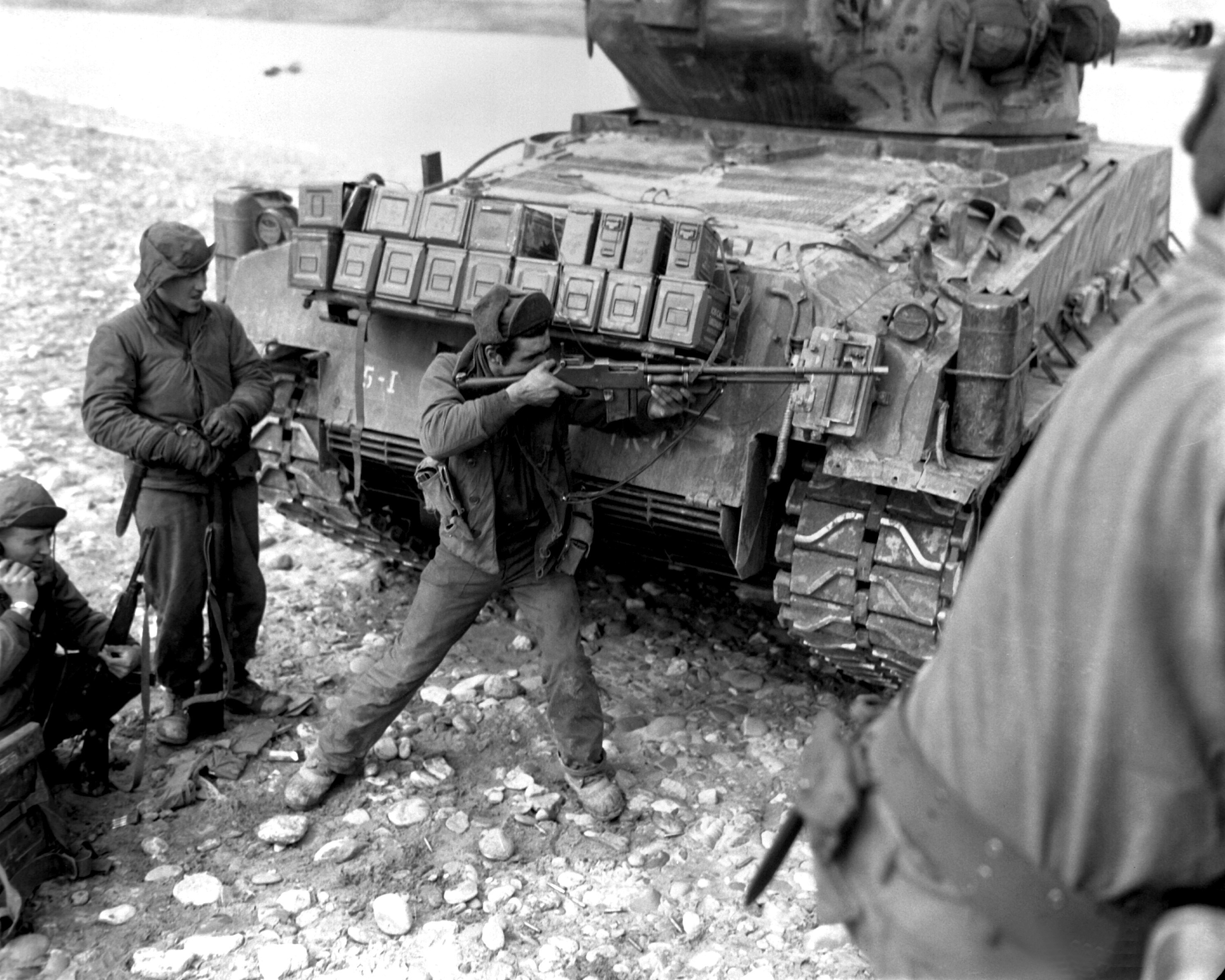
韓戰期間手持M1918A2的美軍士兵

- 比利时：採用由FN授權生產的FN M1930。
  - 比利時國防軍（已退役）
- 玻利维亚
- 巴西
- 柬埔寨
- 加拿大
- 智利
- 中華民國：第二次中日戰爭和國共內戰期間使用FN公司生產的M1930。
  - 國民革命軍
  - 中華民國國軍
- 中华人民共和国：第二次國共內戰期間繳獲自中華民國國軍的FN M1930。
- 哥伦比亚
- 古巴
- 埃及
- 薩爾瓦多
- 衣索比亞
- 芬兰
- 法國
- 納粹德國：二戰期間自盟軍繳獲。
  - 德意志國防軍
- 西德：冷戰初期由美國軍援提供，後來被MG3通用機槍取代。
- 希腊
- 海地
- 印度尼西亞
- 以色列
- ：韓戰期間由美國軍援提供，後來被M60通用機槍所取代。
  - 大韓民國國軍
- 日本：冷戰初期由美國軍援提供，後來被住友62式7.62毫米機槍所取代。
  - 日本自衛隊
- ：由美國軍援提供。
- 利比里亚
- 盧森堡
- 墨西哥
- 荷蘭
- 挪威
- 巴基斯坦
- 巴拿马
- 菲律賓
- 波蘭第二共和國：採用當地生產的wz. 1928。
- 薩爾瓦多
- 南非
- 南蘇丹
- 苏联：波蘭戰役期間繳獲自波蘭軍的wz. 1928。
- 苏丹
- 瑞典：採用當地生產型。
  - 瑞典國防軍（已退役）
- 泰國
- 土耳其
- 英国：使用.303口徑版本。
  - 英國軍隊（被布倫輕機槍所取代）
- 美国
  - 美國軍隊（被M60通用機槍所取代）
  - 聯邦調查局（已退役）
  - 部分地方警察局（已退役）
- 乌拉圭
- 越南共和国：越戰期間由美國軍援獲得。
  - 越南共和國軍
- 越南：繼承自前南越政權。
  - 越南人民軍（已退役）

## 流行文化

### 電影
- 1979年—《現代啟示錄》：型號為M1918A2 BAR，由法國殖民統治者所持有。
- 2001年—《搶救雷恩大兵》：型號為M1918A2 BAR，移除兩腳架，由理察·萊賓一等兵（愛德華·賓斯飾演）所使用。
- 2001年—《珍珠港》：型號為M1918A2 BAR，由喬（馬修·戴維斯飾演）和美國陸軍士兵所使用。
- 2005年—《硫磺島的英雄們》：型號為M1918A2 BAR，由美國海軍陸戰隊員所使用。
- 2009年—《頭號公敵》：型號為M1918 BAR，由荷馬·范·米特（史蒂芬·多爾夫飾演）和聯邦調查局探員所使用。
- 2011年—《登陸之日》：型號為M1918A2 BAR，由美國陸軍士兵所使用。
- 2011年—《重裝教士》：型號為M1918A2 BAR，由一名聖主抵抗軍戰士所使用。
- 2014年—《怒火特攻隊》：型號為M1918A2 BAR，由美國陸軍士兵所使用。
- 2019年—《緝狂公路》：型號為M1918 BAR，由泰德·辛頓（湯瑪斯·曼恩飾演）所使用。

### 電視劇
- 2001年—《諾曼第大空降》：型號為M1918A2 BAR，由美軍士兵所使用。
- 2010年—《太平洋戰爭》：型號為M1918A2 BAR，由美國海軍陸戰隊員所使用。

### 電子遊戲
- 1999年—《榮譽勳章》：型號為M1918A2 BAR。
- 2002年—《榮譽勳章：反攻諾曼第》：型號為M1918A2 BAR。
- 2002年—《戰地風雲1942》：型號為M1918A2 BAR，命名為“BAR 1918”，為美軍、英軍和自由法軍陣營突擊兵專用武器。
- 2003年—《決勝時刻》：型號為M1918A2 BAR，移除兩腳架，由美軍所使用。
- 2003年—《決勝之日》：型號為M1918A2 BAR，美軍支援兵專用武器。
- 2004年—《決勝時刻：聯合行動》：型號為M1918A2 BAR，移除兩腳架，由美軍所使用。
- 2004年—《決勝之日：次世代》：型號為M1918A2 BAR，美軍支援兵專用武器。
- 2005年—《決勝時刻2》：型號為M1918A2 BAR，命名為“BAR”，由美軍支援兵所使用。
- 2006年—《決勝時刻3》：型號為M1918 BAR（第三人稱模組為M1918A2 BAR），由美軍支援兵所使用。
- 2007年—《絕對武力Online》：型號為M1918A2 BAR，命名為“M1918 BAR”，但在游戲中的描述為使用7.62×51mm NATO子彈。
- 2008年—《決勝時刻：戰爭世界》：型號為M1918A2 BAR，歸類為輕機槍。戰役模式中由美國海軍陸戰隊所使用，聯機模式中可為所有陣營使用。
- 2010年—《決勝時刻：黑色行動》：型號為M1918A2 BAR，僅殭屍模式登場。
- 2017年—《決勝時刻：二戰》：型號為M1918A2 BAR，移除兩腳架，歸類為自動步槍。
- 2017年—《戰地風雲1》：型號為M1918 BAR及M1918A2 BAR，分別命名為“BAR M1918”和“BAR M1918A2”，可調校射速，由支援兵所使用。
- 2017年—《恥辱之日》：型號為M1918A2 BAR，美軍支援兵武器。
- 2018年—《戰地風雲5》：型號為M1918A2 BAR，由支援兵所使用。
- 2021年—《決勝時刻：先鋒》：型號為M1918A2 BAR，歸類為突擊步槍。
- 2021年—《應徵入伍》：同盟國科技樹解鎖武器。

### 動畫
- 2006年—《企業傭兵》第2季：型號為M1918A2 BAR，由葛麗特所使用。

## 外部連結
- （英文）-Modern Firearms-白朗寧自動步槍 （页面存档备份，存于）
- （中文）-槍炮世界—BAR勃朗宁自动步枪 （页面存档备份，存于）